# Настоящий кавказец
«Настоящий кавказец» — советская немая комедия режиссёра Михаила Геловани 1931 года (фильм вышел на экраны в июле 1934 года).

## Сюжет
В Ленинграде супруги Павлик и Софочка Значковские страстно увлечены чтением книг о Кавказе. Они представляют себе Кавказ романтичным регионом — таким, как его старых романах и современных фильмах Госкинопрома Грузии. Павлик — пузатый кассир одного из ленинградских банков — зачитывается романом «Ветер с Кавказа» (прим.: путевые очерки «Ветер с Кавказа: Впечатления» 1928 года написанные Андреем Белым после путешествия по Грузии), который читает на работе, на улице, по дороге домой. Его жена-домохозяйка Софочка с особым интересом следит за фильмами, где кавказские страсти.
Вместе с подружкой Софочка идёт смотреть фильм «Три жизни». Выйдя из кинотеатра она видит в том же одеянии, что и на афише, исполнителя роли в фильме актёра Дмитрия Кипиани. С женской хитростью она знакомится с ним, и приглашает домой. За столом гость рассказывает боящимся вздохнуть Павлику, Софочке и ее подружке всякие небылицы о далёком романтичном Кавказе.
Заворожённая рассказами гостя, Софочка решает поехать на Кавказ вместе с ним. Уже куплены билеты. Однако об этом не успевает узнать обнаруживший отсутствие жены кассир. Он спешит на вокзал. Однако в последний момент его супруга отказывается от поездки. Муж же, не зная этого, остается вместе с актером в вагоне уходящего на Кавказ поезда «Ленинград — Тифлис».
На Кавказе он знакомится с «достопримечательностями» города: тифлисские бани, лезгинку и цирюльника, бреющего клиентов при помощи сабли… Становится дорогим гостем в хлебосольной столице Грузии, с традиционными неумеренным возлияниям. Домой в Ленинград он утомленный возвращается «настоящим кавказцем» в полном облачении — кинжал, черкеска, сапоги. Вот только снять все это с себя оказывается серьезной проблемой… Будучи чрезмерно полным, он вынужден прибегнуть к помощи дворника, но безрезультатно — и ему приходится прямо в черкесске отправляться на работу. По пути на предложение экскурсионного бюро совершить путешествие по Кавказу он отвечает решительным отказом.

## В ролях
- Павел Значковский — кассир
- София Жозеффи — его жена
- А. Ашимова — её подруга
- Дмитрий Кипиани — киноактёр

## О фильме
Фильм сохранился, в 2016 году был показан на кинофестивале архивных фильмов «Белые Стоблы», при этом ретроспективно отмечалось, что известный больше как актёр Михаил Геловани выступивший здесь как режиссёр: «оказывается превосходным комедиографом. Венец его режиссерских опытов — комедия „Настоящий кавказец“… Все это весело и беззлобно», ранее киноведение также оценивало фильм как сатиру: «в фильме сделана попытка высмеять экзотическое представление о жителях Кавказа»,
замечая, что при этом фильм содержит «нескрываемую иронию по отношению к так называемым экзотичесикм фильмам», в нём режиссёр «своей мишенью избрал не типично экзотический фильм, а ленту И. Перестиани „Три жизни“» и при этом «подшучивает над собственной персоной, избрав именно тот эпизод, где он сам исполняет роль».